# Australian Plant Name Index
O Australian Plant Name Index (APNI) (Em português: Índice de Nome de Planta Australiano) é um banco de dados on-line que contém todos os nomes publicados de plantas vasculares australianas. Abrange todos os nomes, sejam nomes atuais, sinônimos ou nomes inválidos. O Índice inclui detalhes bibliográficos e de tipificação, informações do Censo Australiano de Plantas, incluindo a distribuição por estado, links para outros recursos, como mapas de coleta de espécimes e fotografia de plantas, e a possibilidade de notas e comentários sobre aspectos.

## História
O Índice foi uma inspirado na ideia da botanista Nancy Tyson Burbidge, que compilou ao longo de um período de 15 anos a partir de literaturas botânicas em herbários e bibliotecas em todo o mundo, e publicado em 1991 como um conjunto de quatro volumes, consistindo de 3.055 páginas, e contendo mais de 60.000 nomes botânicos. Compilado por Arthur Chapman, fazia parte do Estudo de Recursos Biológicos da Austrália (ABRS). Em 1991, foi disponibilizado como banco de dados on-line e entregue ao Jardim Botânico Nacional da Austrália. Em 1993, a responsabilidade por sua manutenção doi dada ao recém formado Centro de Pesquisa sobre Biodiversidade Vegetal, no qual foi adotado como o conjunto de dados padrão para nomes de plantas ao Herbário Nacional Australiano, e como um recurso chave para o programa Flora da Austrália do ABRS.

## Estrutura
O Índice cobre tanto os nomes válidos quanto os sinônimos. Além disso, contém informações sobre a tipificação de táxons, referências bibliográficas e informações sobre a distribuição dos táxons, obtidas como resultado do Censo de plantas vasculares australianas, que inclui informações sobre a distribuição dos táxons na Austrália, com referências a mapas geográficos indicando os locais de coleta das amostras.